# Leptaulacinae
Leptaulacinaees una subfamilia de coleópteros polífagos perteneciente a la familia Passalidae. Tiene un único género: Leptaulax.

## Especies seleccionadas
- Leptaulax bicolor (Fabricius, 1801)
- Leptaulax dentatus (Fabricius, 1792)